# Kyrkstöt

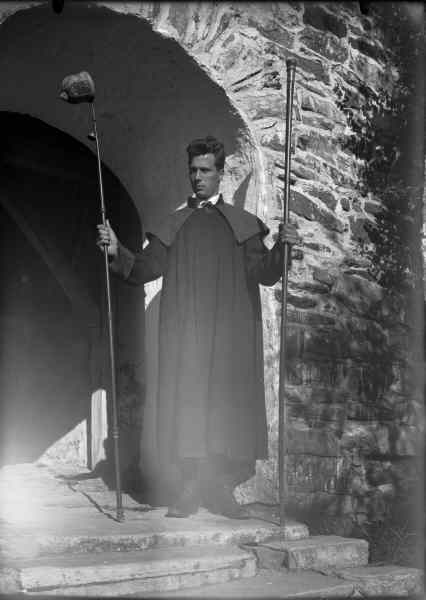
Man utanför Åre gamla kyrka håller upp en kollekthåv och en kyrkstöt.

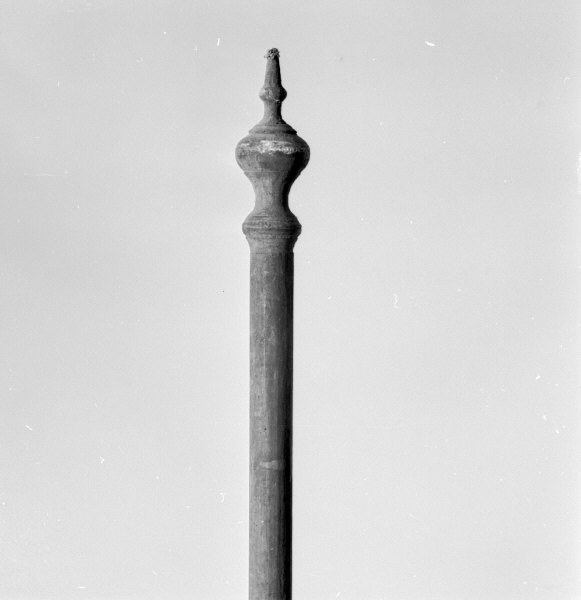
Toppen på en kyrkstöt, från Lye kyrka.

Kyrkstöt är en benämning som har flera betydelser:
- den person under en gudstjänst, som hade till uppgift att med en lång käpp stöta på (väcka) den församlingsbo, som råkat somna under gudstjänsten;
- den käpp, varmed väckningen utfördes. Den skulle vara lång nog att från gången nå även den person som satt längst in på bänken. Det innebär åtskilliga meter i en stor kyrka.
- kyrkstöt kan även en "obekväm person" kallas i nedsättande bemärkelse.

Kyrkstötskäppen var en av kyrkans inventarier, och bevarade sådana har antikvärde och är K-klassade. 

## Historiska belägg
I Danmark infördes kyrkstöten av Kristian IV 1644. Kungen beordrade då biskoparna att: "Eftersom over alt med Söffn udi kirkerna stor desordre begaaes, da wilde Wij naadigst at I udi huer Sogn i Eders stift nogle skal tilforordne som kan gaae omkring i kirkerne med lange kieppe og slaa dennem paa hofwedet som sofwer og saaledes holde folken aarvagen til at höre dis flitigere praediken."
År 1756 beskrev Anders Tidström hur en man i Lunds domkyrka gick omkring i kyrkan med en lång stång i vars ände hängde en liten klocka. Med denna ringde han för att väcka den som somnat.